# Kyparissovouno
Der Kyparissovouno, auch (Mount) Selvili (griechisch Κυπαρισσόβουνο (= „Berg der Zypressen“), türkisch Birkan Uzun Selvili Tepe(si) oder Selvili Tepe), ist mit 1024 Metern der höchste Gipfel der Türkischen Republik Nordzypern und liegt im Kyrenia-Gebirge.

## Geografie
Der Gipfel liegt auf dem Gemeindegebiet von Agridaki im Lapithos-Karava-Wald im Kyrenia-Gebirge im Distrikt Girne der nicht anerkannten Türkischen Republik Nordzypern bzw. im Bezirk Kyrenia der Republik Zypern.
Die durchschnittliche jährliche Niederschlagsmenge beträgt rund 550 Millimeter. Die natürliche Vegetation setzt sich aus Kiefern, Zypressen und eine Vielzahl niedriger Wildvegetation zusammen. Geologisch betrachtet liegt der Berg auf dolomitischen und anderen festen kristallinen Kalksteinen.

## Geschichte
Am 14. Februar 2023 wurde auf der TRNZ-Ministerratssitzung beschlossen, den Namen des Gipfels in Birkan Uzun Selvili Tepe(si) zu ändern, um an den türkisch-zypriotischen Bergsteiger Birkan Uzun, der bei einem Unfall ums Leben kam, zu erinnern.